# Gualberto Campos
Gualberto José Campos Reyes (Ciudad Guayana, Estado Bolívar, Venezuela, 24 de abril de 1981) es un futbolista venezolano. Juega de mediocampista y su equipo actual es el Lala FC.

## Biografía
Jugador formado en las categorías inferiores de Mineros de Guayana, club con el cual llegó a debutar en primera división en el año 2004.

### UCLA FC
El 10 de septiembre de 2005 marcó su primer gol como profesional y con el UCLA FC en la jornada 3 de la Segunda División de Venezuela 2005/06 contra el Zamora Fútbol Club con derrota de su equipo 2-3, marcando el gol en el minuto 75'.
En la Segunda División de Venezuela 2005/06 marcó 8 goles 1 de penalti distribuidos en (Torneo Apertura 2 y Torneo Clausura 6), su equipo quedó tercero del grupo occidental del torneo apertura 2005 y se clasificó al torneo clausura 2006 quedando séptimos sin poder clasificar a Primera División de Venezuela.

### Iberoamericano FC
El 26 de noviembre de 2006 marcó su primer gol con el Iberoamericano FC en la Segunda División de Venezuela en la jornada 16 contra el Caracas FC B con victoria de su equipo 4-3, marcando el gol en el minuto 65º.
En la Segunda División de Venezuela 2006/07 marcó 1 gol en el (Torneo Apertura), quedando en sexto lugar del grupo centro oriental del torneo apertura sin poder clasificar al torneo clausura.

### Portuguesa FC
El 4 de agosto de 2007 debutó con el Portuguesa FC en la Primera División de Venezuela contra el Trujillanos FC con derrota de 0-2, disputando 58 minutos y siendo sustituido en el segundo tiempo.
El 12 de agosto de 2007 marcó su primer gol con el Portuguesa FC por partida doble y su primera dupleta contra el Deportivo Táchira FC con resultado de 2-2 marcando los goles en los minutos 38' y 40º.
En total en el Torneo Apertura 2007 disputó 16 partidos 13 de titular marcando 6 goles y jugando 1096 minutos.

### Caracas FC
El 9 de enero de 2008 ficha por el Caracas FC por 3 años, quién tras una muy buena actuación en el Torneo Apertura 2007 con el Portuguesa FC llamó la atención del cuadro de la Capital para reforzar sus líneas, se incorporó a los entrenamientos de pretemporada del Caracas FC, otorgándole la camiseta con el número 23.
El 15 de marzo de 2008 debutó con el Caracas FC en la jornada 7 contra el Deportivo Táchira FC con empate de 2-2 marcando un golazo en su debut en el minuto 40' disputando 83 minutos.
El 18 de marzo de 2008 debutó en la Copa Libertadores 2008 contra el Cruzeiro Esporte Clube empatando 1-1, disputando 15 minutos del segundo tiempo.
En total en el Torneo Clausura 2008 disputó 4 partidos 3 de titular marcando 1 gol y jugando 250 minutos. En la Copa Libertadores 2008 disputó 1 partido jugando 15 minutos.
El 26 de junio de 2008 el Caracas FC anunció que Gualberto Campos, estará durante diez días a prueba con el KAA Gent de Bélgica, Campos que viajó esta semana a Bélgica, pasó satisfactoriamente los exámenes médicos realizados por el Gent antes de iniciar los trabajos en cancha. En su segundo amistoso de pretemporada con el KAA Gent marcó gol y en su tercer partido marcó 2 golazos.
Gualberto Campos parece encontrar su futuro en el fútbol belga, luego de cumplir dos semanas de prueba con el Gent disputando 4 partidos marcando 3 goles 1 de tiro libre desde 25m disputando 224 minutos, el Club Brujas del criollo Ronald Vargas mostró su interés en ficharlo. Campos se toma todo con calma, disfruta de la compañía de su compatriota Roberto Rosales, quien milita en el Gent, y por ahora se enfoca sólo en demostrar su fútbol para quedarse en Bélgica, pues hay un tercer equipo de la primera división interesado en sus servicios. También cumplió una breve pasantía con el FCV Dender, de la primera división belga, pero finalmente no hubo acuerdo con el Caracas FC, dueño de la ficha del jugador.

### Dinamo Bucarest
El 23 de julio de 2008 viajó para ponerse a prueba con el Dinamo Bucarest, club de la primera división del balompié rumano y luego de una semana de pruebas firma contrato con el club rumano por una temporada, otorgándole la camiseta con el número 19.
El 10 de agosto de 2008 debutó con el Dinamo en la Liga Rumana en la jornada 3 contra el CS Otopeni con victoria de 3-2, disputando 13 minutos entrando en el segundo tiempo. El 14 de agosto de 2008 se lesionó y se quedó fuera de la convocatoria de la jornada 4 y 5.
El 12 de noviembre de 2008 debutó en la Copa de Rumania en los octavos de final contra el FC Botosani, disputando 30 minutos del segundo tiempo.
En total en la Liga Rumana 2008-2009 disputó 2 partidos (1 de titular), sin marcar goles, jugando 59 minutos y en la Copa de Rumania 2008-2009 disputó 1 partido, sin marcar gol, jugando 30 minutos.

### Guaros FC
El 16 de enero de 2009 Guaros FC anunció su contratación tras su paso por Rumania.

### Aragua FC
A partir del torneo apertura 2009 pasó a formar parte del equipo Aragua Fútbol Club.

### Portuguesa FC
Para el tornero apertura 2010, pasa a formar parte nuevamente en las filas del Pentacampeón de Venezuela el Portuguesa FC que descendió en la temporada anterior a la segunda división de la liga venezolana.

### Carabobo Fútbol Club
Para el Torneo Clausura 2011, fue fichado por el Carabobo Fútbol Club en la Primera División de Venezuela.
.

### Tucanes de Amazonas FC
Para el Torneo Apertura 2011, se sumó a las filas de Tucanes de Amazonas Fútbol Club recién ascendido a la Primera División de Venezuela.

### Carabobo Futbol Club
Actualmente en la temporada 2012 y 2013 del fútbol venezolano volvió a las plantillas del equipo Carabobo Futbol Club, jugando segunda división marcando varios goles y ayudando al equipo a su llegada otra vez a la primera división , Y acaba de renovar su contrato por dos temporadas más con el equipo.

## Detalles
- El 18 de mayo de 2013 marca el gol más rápido en su carrera al tener 15 segundo en cacha, y convertir de tiro libre un estupendo gol.
- El 15 de enero de 2006 marcó su segundo gol más rápido en su carrera en el minuto 12º contra el Zamora Fútbol Club.

- En su carrera ha marcado 1 dupleta (2 goles).

- Su mayor racha es de 2 partidos seguidos marcando al menos 1 gol con un total de 2 goles (esta racha la ha logrado en 3 ocasiones).

## Clubes
| Club               | País      | Año       | PJ | Goles |
| ------------------ | --------- | --------- | -- | ----- |
| Mineros de Guayana | Venezuela | 2004-2005 |    | 0     |
| UCLA FC            | Venezuela | 2005-2006 |    | 8     |
| Iberoamericano FC  | Venezuela | 2006-2007 |    | 1     |
| Portuguesa FC      | Venezuela | 2007      | 16 | 6     |
| Caracas FC         | Venezuela | 2008      | 6  | 1     |
| Dinamo Bucarest    | Rumania   | 2008      | 3  | 0     |
| Guaros FC          | Venezuela | 2009      | 12 | 2     |
| Aragua FC          | Venezuela | 2009-2010 | 14 | 2     |

### Competiciones
| Competición        | PJ | Goles |
| ------------------ | -- | ----- |
| Segunda División   |    | 9     |
| Liga Venezolana    |    | 9     |
| Copa Libertadores  | 1  | 0     |
| Selección Nacional | 0  | 0     |
| Total de Carrera   |    | 18    |

## Palmarés
- Sub-Campeón: Liga Venezolana Caracas FC 2007-2008